# Xã Oak Run, Quận Madison, Ohio
Xã Oak Run (tiếng Anh: Oak Run Township) là một xã thuộc quận Madison, tiểu bang Ohio, Hoa Kỳ. Năm 2010, dân số của xã này là 528 người.